# Sandra Forguesová
Sandra Forguesová (* 22. prosince 1969 Tarbes), rodným jménem Wilfrid Forgues, je bývalá francouzská transsexuální vodní slalomářka, kanoistka závodící v mužské kategorii C2. Jeho partnerem v lodi byl Frank Adisson.
Na mistrovstvích světa získala coby Wilfrid Forgues čtyři zlaté (C2 – 1991, 1997; C2 družstva – 1991, 1997), tři stříbrné (C2 – 1995; C2 družstva – 1993, 1995) a dvě bronzové medaile (C2 – 1993; C2 družstva – 1999). Z evropských šampionátů si přivezla v roce 2000 stříbro z individuálního závodu C2. V letech 1996 a 1997 vyhrála celkové pořadí Světového poháru v kategorii C2. Třikrát startovala na letních olympijských hrách, v Barceloně 1992 získala bronzovou medaili, v Atlantě 1996 zlatou medaili a v Sydney 2000 byla sedmý.
V roce 2018 se veřejně přihlásila ke své transsexualitě a změně mužského pohlaví na ženské.